# Benoitia deserticola
Benoitia deserticola är en spindelart som först beskrevs av Simon 1910.  Benoitia deserticola ingår i släktet Benoitia och familjen trattspindlar. Inga underarter finns listade.